# Sophronisca angolense
Sophronisca angolense är en skalbaggsart som beskrevs av Pierre Lepesme 1953. Sophronisca angolense ingår i släktet Sophronisca och familjen långhorningar.
Artens utbredningsområde är Angola. Inga underarter finns listade i Catalogue of Life.